# Disney XD (França)
Disney XD foi um canal de televisão francés para crianças, pertencente à The Walt Disney Company France em transmissão nos países de língua francesa. Era anteriormente conhecido a partir do 15 de novembro de 1997 como Fox Kids e a partir do 21 de agosto de 2004 como Jetix.
O canal estava disponível na França, Mônaco, Holanda, Bélgica, Luxemburgo, Suiça, Madagascar, Réunion, Maurício e no Mar do Caribe (Antilhas, Guiana Francesa, Guadalupe e Martinica). O velho endereço eletrônico do Jetix (www.jetixtv.fr), agora é redirecionado para o site do Disney XD.
O canal cese de emitir o 1 de abril de 2020 na Bélgica e Suiça, o 7 de abril na França, e o 1 de maio fora da Europa.

## Disney XD
Depois do lançamento bem sucedido do Disney XD nos EUA em Fevereiro de 2009, a Disney-ABC Television Group resolveu lançá-la na França em 1 de abril de 2009, havia a expectativa de ser lançada em outros territórios europeus ainda em 2009.
O canal era exclusivo do Canalsat exceto no cabo, mas em 2015 Numericable perdeu sua isenção de exclusividade, e não é mais distribuído lá a partir do 1 de janeiro de 2016.

## Séries exibidos no Disney XD na França
- Aaron Stone
- Amphibia
- Galactik Football
- Gatastrófico
- Gravity Falls
- Les Green à Big City
- Jake Long: Um Dragão Ocidental
- Furiki
- Kid vs. Kat
- Onze
- Mickey Mouse
- Spider-Man
- Star Butterfly
- Star Wars Resistance
- Team Galaxy
- Power Rangers: Fúria da Selva
- Pucca
- Les Lapins Crétins : Invasion
- Bestioles Motel
- Phineas e Ferb
- Randy Cunningham, le ninja
- PatoAventuras
- Yin Yang Yo!
- Mon pote le fantôme
- Les poulets de l'espace